# Joaquín Rieta Síster

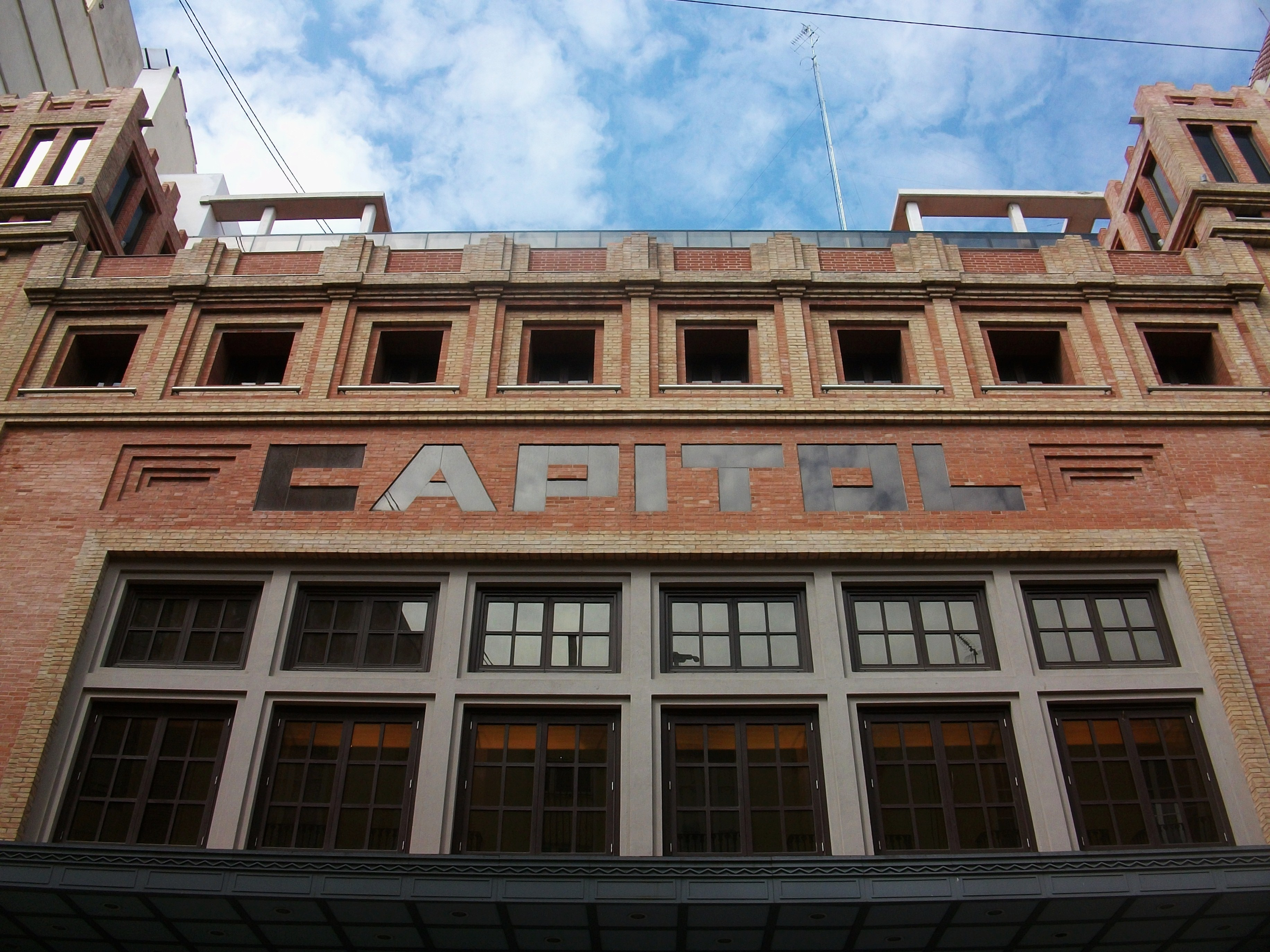
Cine Capitol, en Valencia.

Joaquín Rieta Síster (Valencia, 1897- 1982) fue un arquitecto valenciano del siglo XX.

## Biografía
Nacido en Valencia el 1897, Joaquín Rieta se titula en la Escuela de Arquitectura de Barcelona el año 1923, entonces dirigida por Luis Domènech i Montaner, bajo la influencia del novecentismo. 
Formó parte en 1930 de la Comisión Redactora del Reglamento del Colegio de Arquitectos de la Zona de Valencia, del que fue el primer secretario y posteriormente en 1947, decano.
Ejerció como arquitecto municipal en Benaguacil, Tabernes de Valldigna y Paterna. 
En 1930 fue nombrado regidor del ayuntamiento de Valencia. Militó en el valencianismo. Participó activamente en la sociedad valencianista Lo Rat Penat y fue presidente de l'Associació Protectora de l'Ensenyança Valenciana.
En 1974 fue elegido académico en la Real Academia de Bellas Artes de San Carlos.

## Obras
Entre sus obras destacan:
- Edificio Lorente (plaza de América, Valencia, 1929)
- Cine Capitol[3] (calle Ribera, Valencia, 1930)
- Edificio Cervera[4] (plaza del Ayuntamiento número 10, Valencia, 1931)
- Edificio Gil, en la (plaza del Ayuntamiento número 8, Valencia, (1932).
- Edificio Gil 2 (calle Sorní, Valencia, 1933)
- Edificio Cuadrado o Casa Rusa (calle Guillem de Castro número 49, Valencia, 1935).
- Edificio Gil-Tecles[5] o Edificio Gil 4[6] (calle San Vicente número 22, Valencia, 1939)
- Teatro de la Banda Primitiva de Llíria (C. Metge Miquel Pérez, 4-6, Líria (Valencia) 1951)

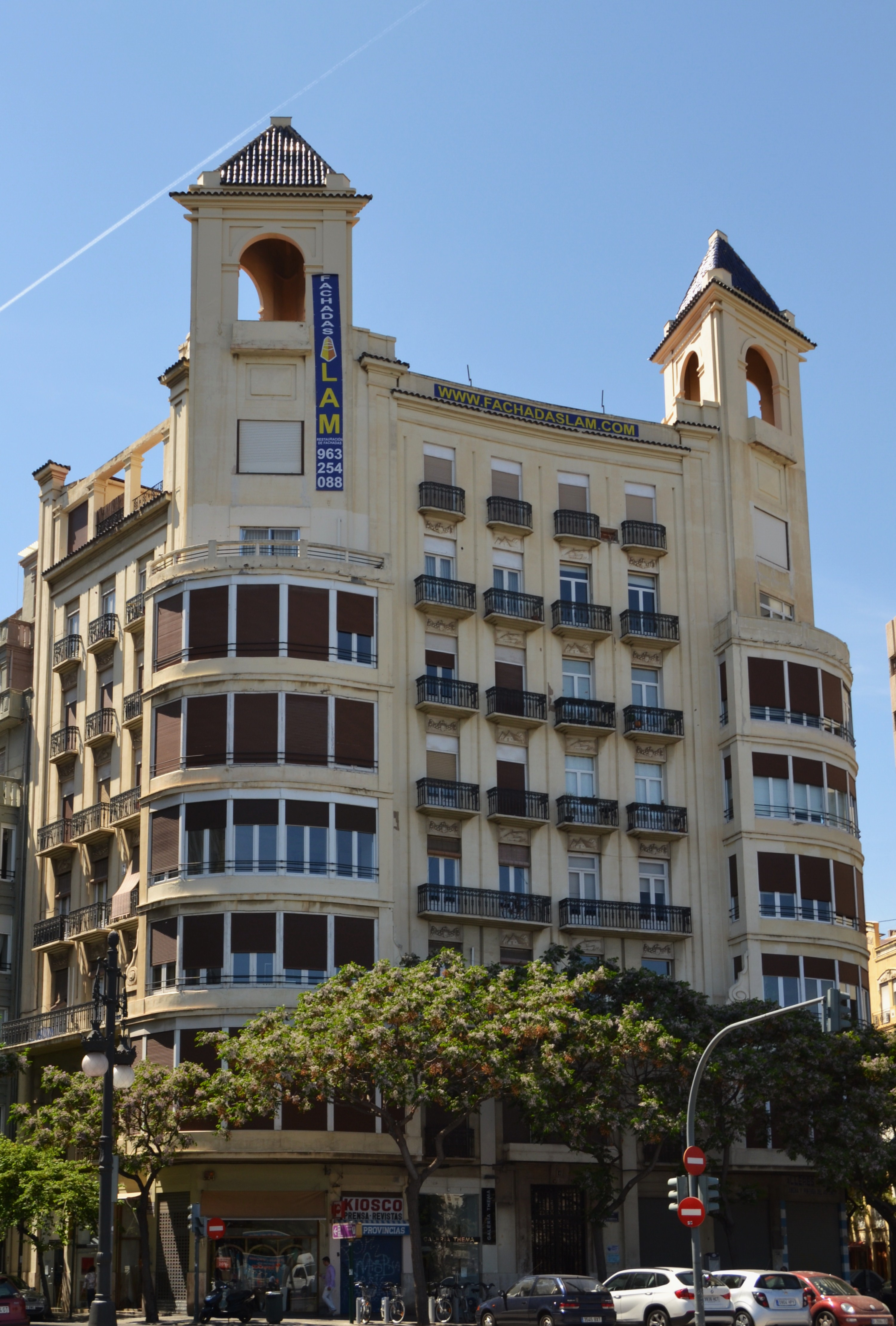
Edificio Lorente
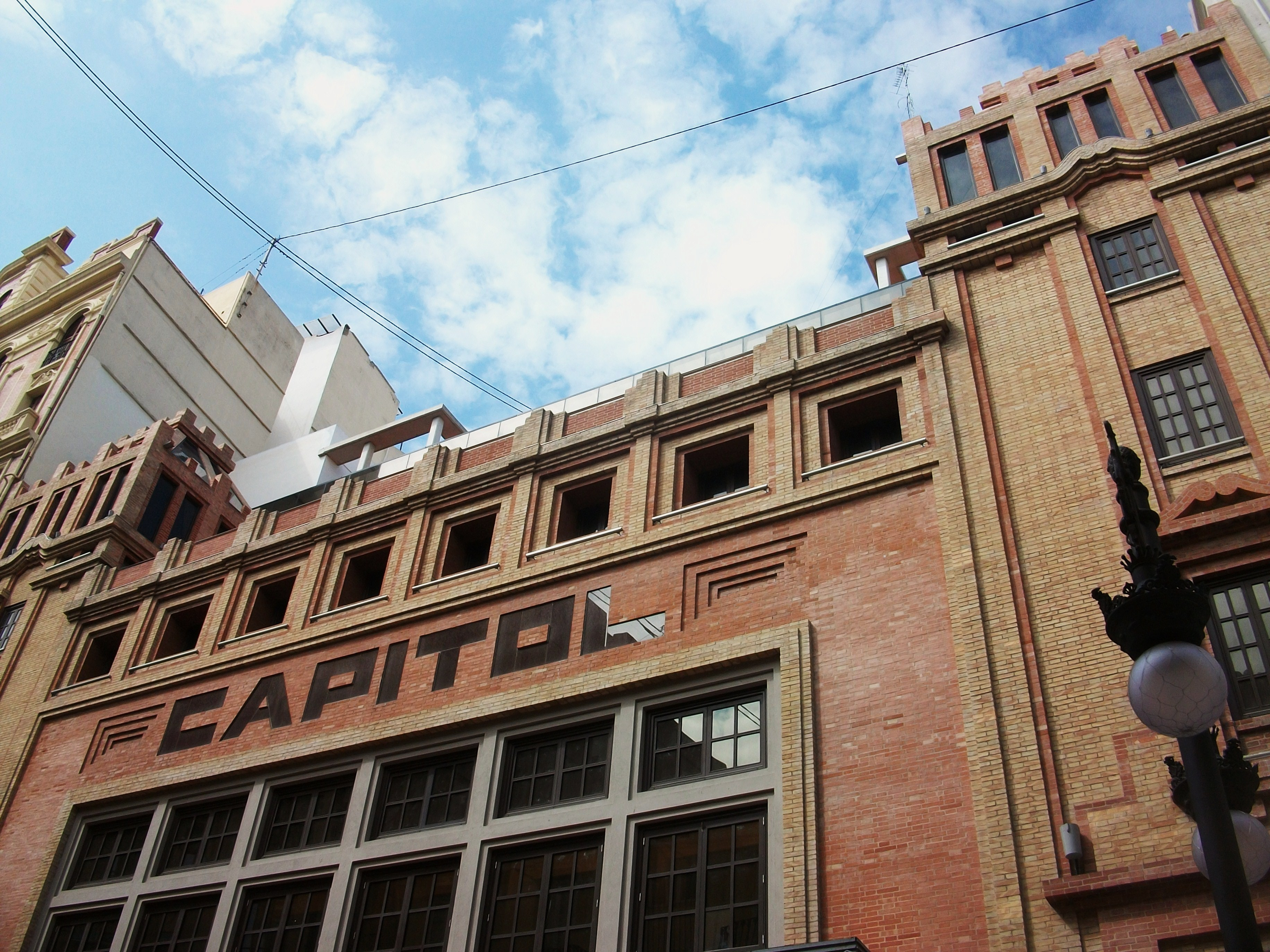
Cine Capitol
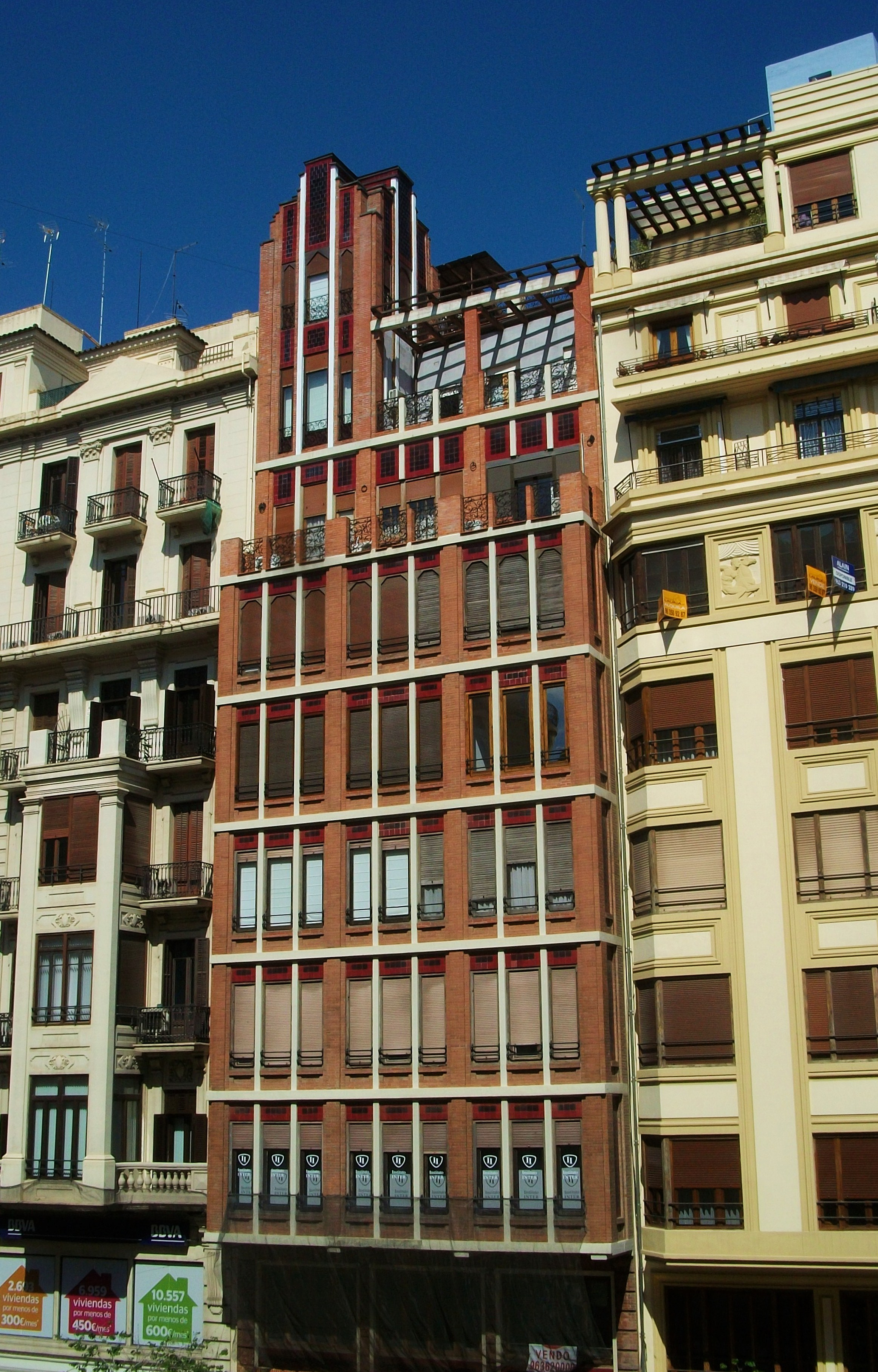
Edificio Cervera
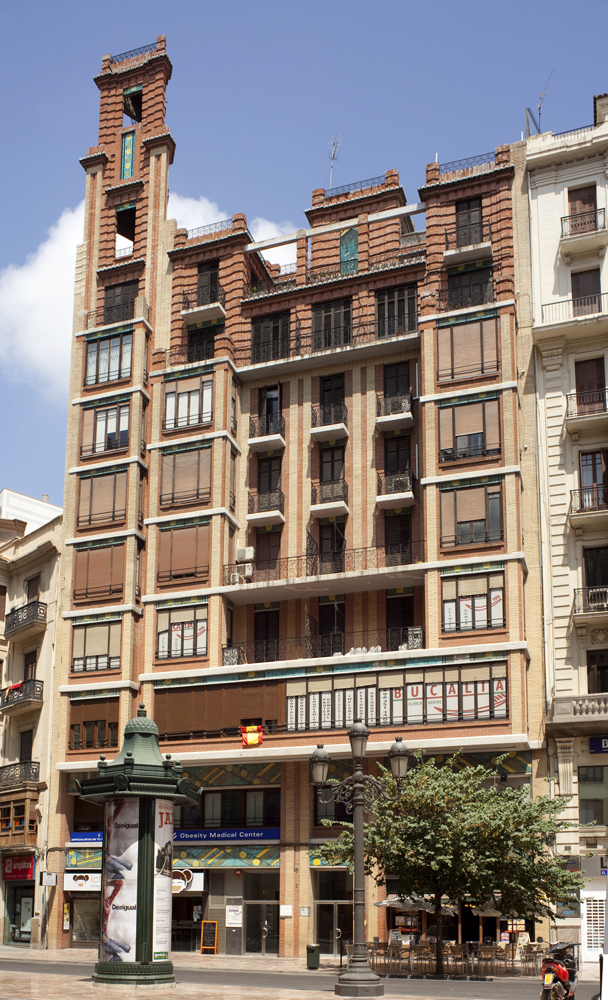
Edificio Gil
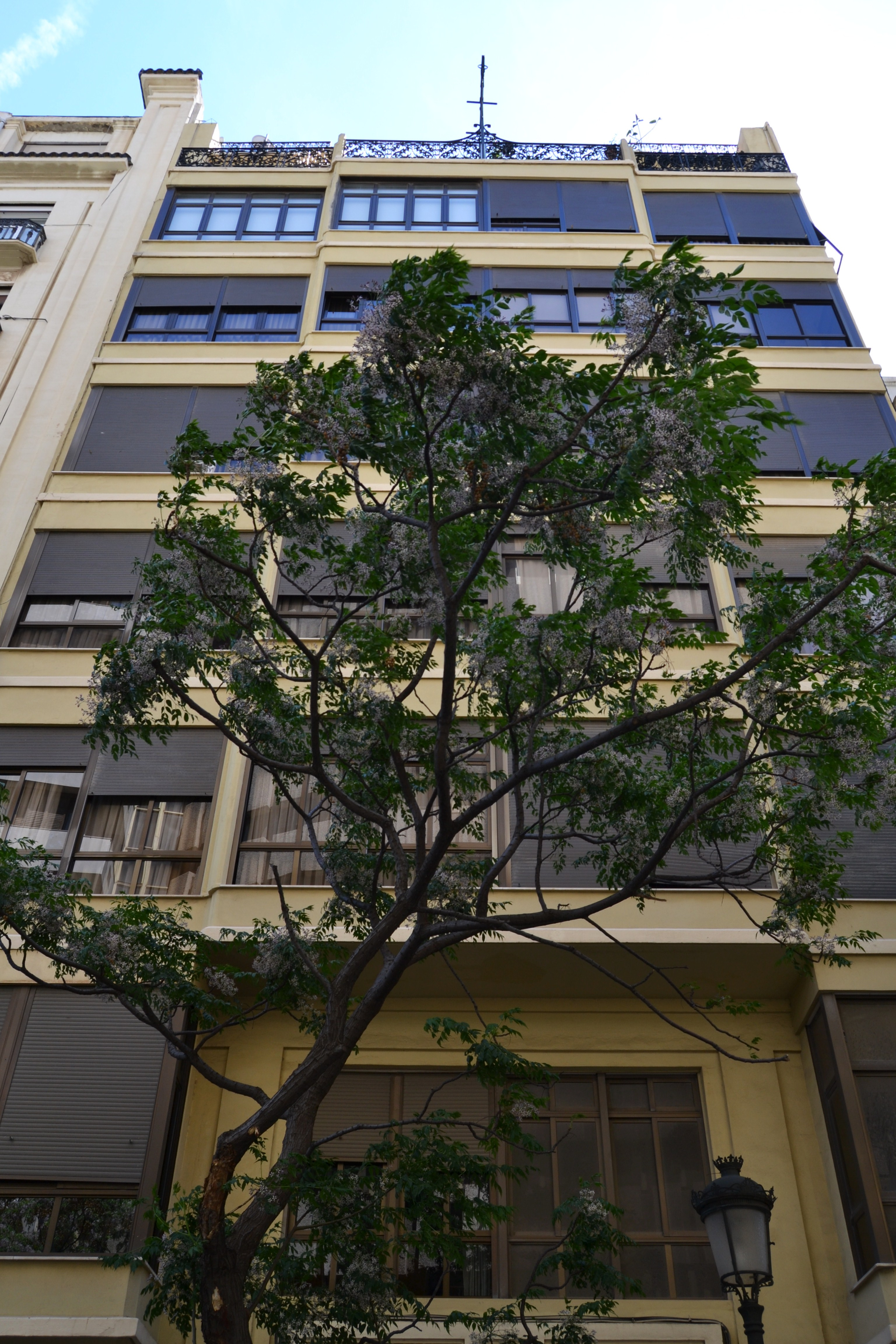
Edificio Gil 2
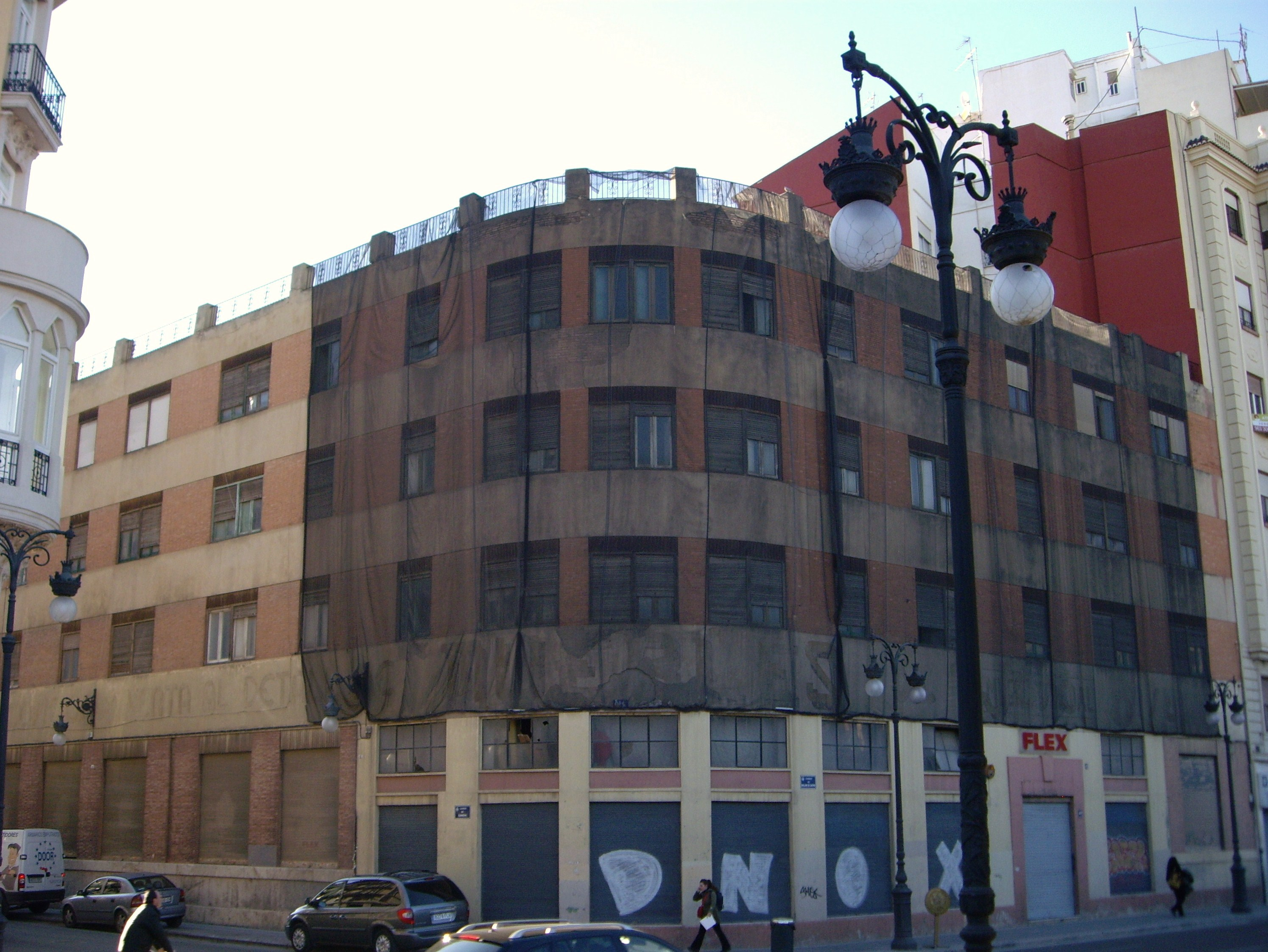
Edificio Cuadrado
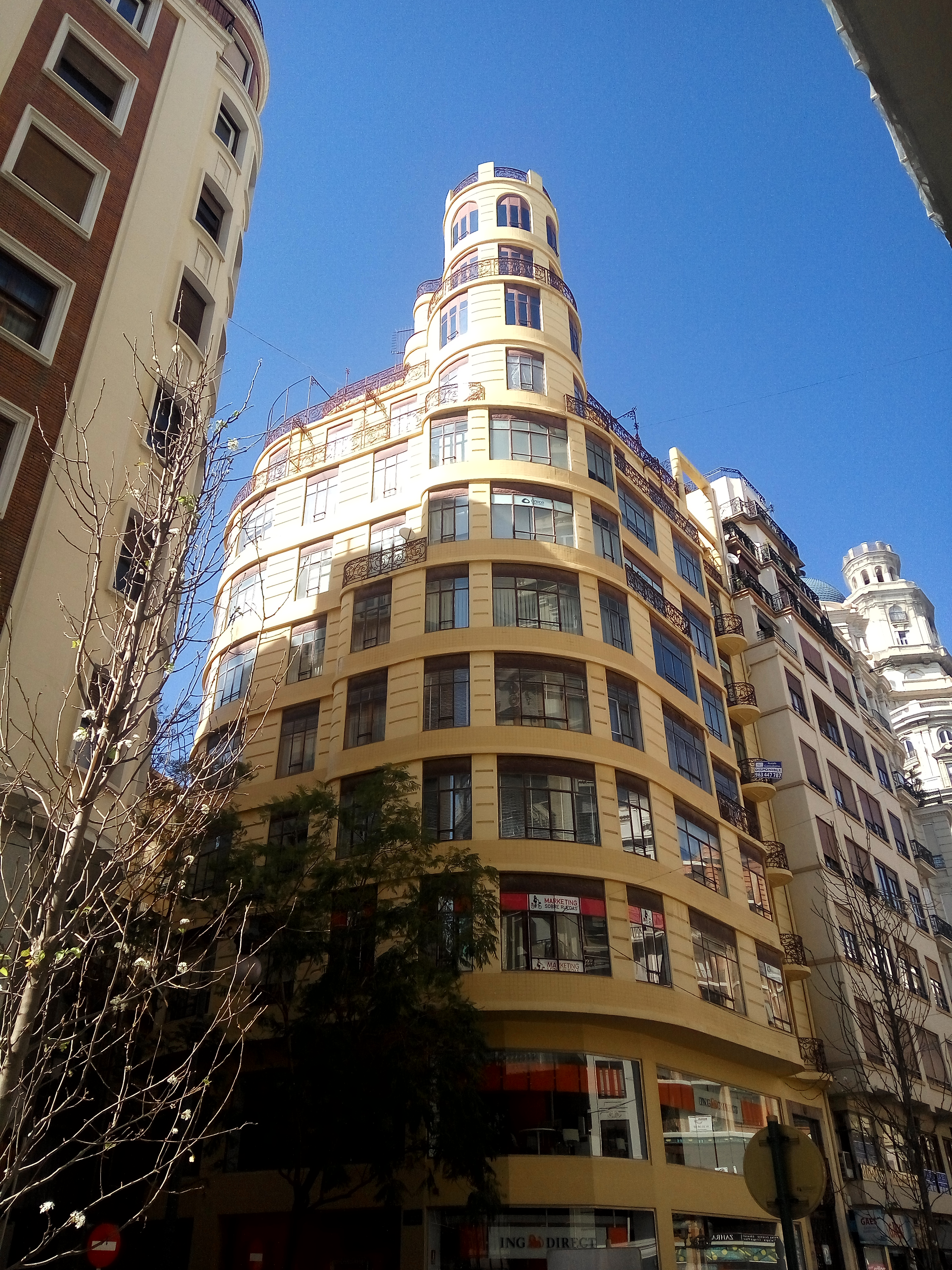
Edificio Gil 4 o Gil-Tecles

Su huella en la ciudad de Valencia se manifiesta también en otros edificios tal vez menos valorados. Suya es la sede de la Sociedad Coral El Micalet (1944), en la calle Guillem de Castro, y la del Banco Popular en la calle Barcas. Interviene en el Palacio del Almirante (1925) y en el Palacio de los Malferit (en 1946 y 1970). Trabajó en la reforma y ampliación del Palacio de los Marqueses de Valero de Palma (plaza de San Vicente Ferrer 3), y diseñó el mausoleo del Barón de San Petrillo en el Cementerio General.

Además fue autor de obras en municipios cercanos, como la Escuelas de la Salle y la Torre del Calvario de Paterna, o el edificio de estilo clasicista del ayuntamiento de Ribarroja del Turia Ribarroja del Turia, como también de las Escuelas Públicas de Benimodo, el Teatro de la Banda Primitiva de Llíria y el Grupo Escolar Divina Aurora de Tabernes de la Valldigna.

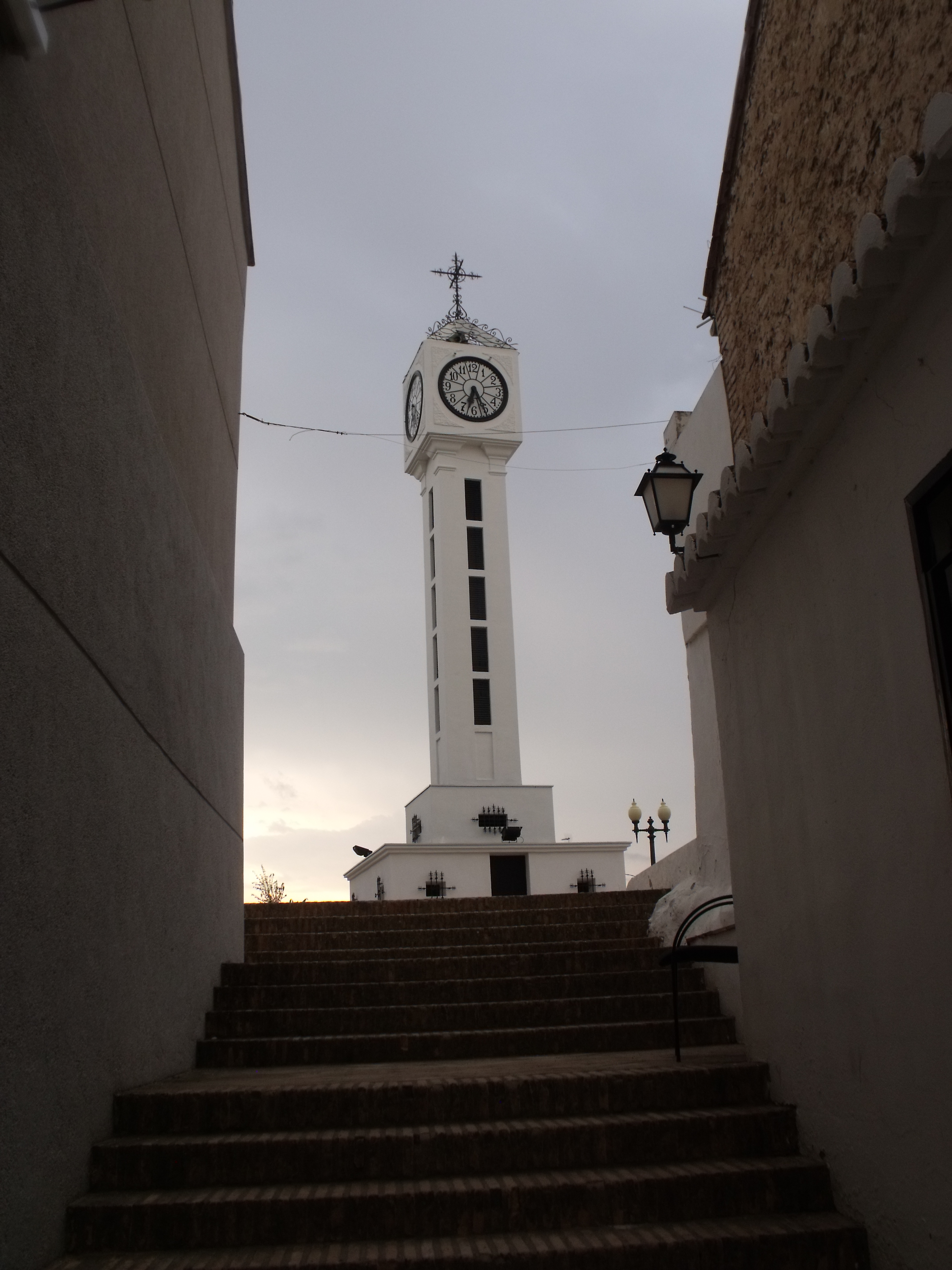
Torre del Reloj del Calvario. Paterna
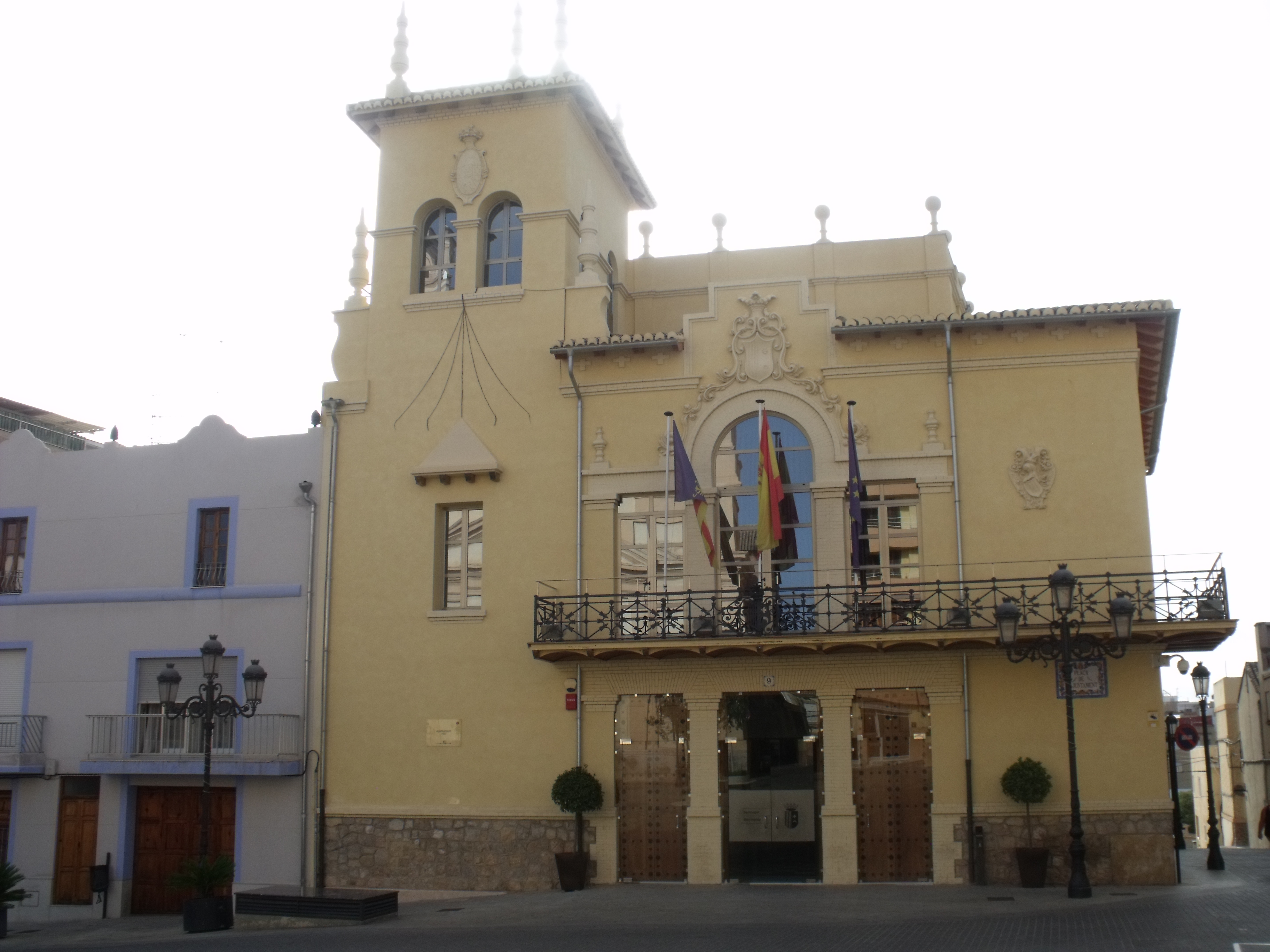
Ayuntamiento de Riba-roja de Túria
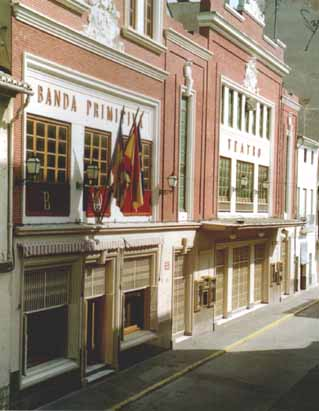
Fachada Banda Primitiva de Llíria